# Renato Santos (judoka)
Renato Alexandre dos Santos (ur. 13 listopada 1964) – portugalski judoka. Olimpijczyk z Seulu 1988, gdzie zajął czternaste miejsce w wadze ekstralekkiej.
Uczestnik mistrzostw świata w 1989 roku. Uczestnik turniejów.

## Letnie Igrzyska Olimpijskie 1988
| Konkurencja | Eliminacje             | Eliminacje           | Klas. końcowa |
| Konkurencja | Przeciwnik I           | Przeciwnik II        | Miejsce       |
| ----------- | ---------------------- | -------------------- | ------------- |
| 60 kg       | Carlos Sotillo (ESP) Z | Zhang Guojun (CHN) P | 14.           |